# Blažej Bulla
Blažej Felix Bulla (19. května 1852 Ústie nad Priehradou – 1. listopadu 1919 Martin) byl slovenský architekt, dramatik a hudební skladatel.

## Životopis
Středoškolské vzdělání získal v Bánské Bystrici a v Ostřihomě. Po maturitě studoval architekturu ve Vídni a na
ČVUT v Praze. Během studia se stal členem spolku slovenských studentů Detvan. Po návratu na Slovensko v roce 1884 se usadil v Martině, kde si zřídil vlastní stavitelskou kancelář. Projektoval několik budov v Martině, Tisovcích, Dolním Kubíně a dalších slovenských městech a obcích. Kromě svého zaměstnání měl mnoho všestranných zájmů. Byl divadelním ochotníkem, psal divadelní hry (včetně scénické hudby) a byl členem a sbormistrem Slovenského spevokolu. V hudbě byl sice samouk, ale hrál výborně na klavír a studoval teoretické spisy o hudbě. Kromě scénické hudby komponoval písně a sbory. Upravoval lidové písně nejen slovenské, ale i maloruské, ruské a slovinské.
Po smrti svého tchána odjel do Samarkandu, aby vedl jeho obchod. V podnikání však byl velmi neúspěšný. Vrátil se zpět do Martina, trpěl depresemi a ve své architektonicko-stavitelské činnosti již nepokračoval.

## Tvorba
Věnoval se zejména architektonické práci, ve které jako první čerpal z tehdejší lidové architektury. Svou tvorbou ovlivnil i architekta Dušana Jurkoviče, který byl u něj na praxi. Kromě toho se věnoval i dramatické tvorbě. Ve svých dramatech, ke kterým komponoval i hudbu, zpracovával většinou pohádkové náměty.

## Dílo

### Architektonické projekty

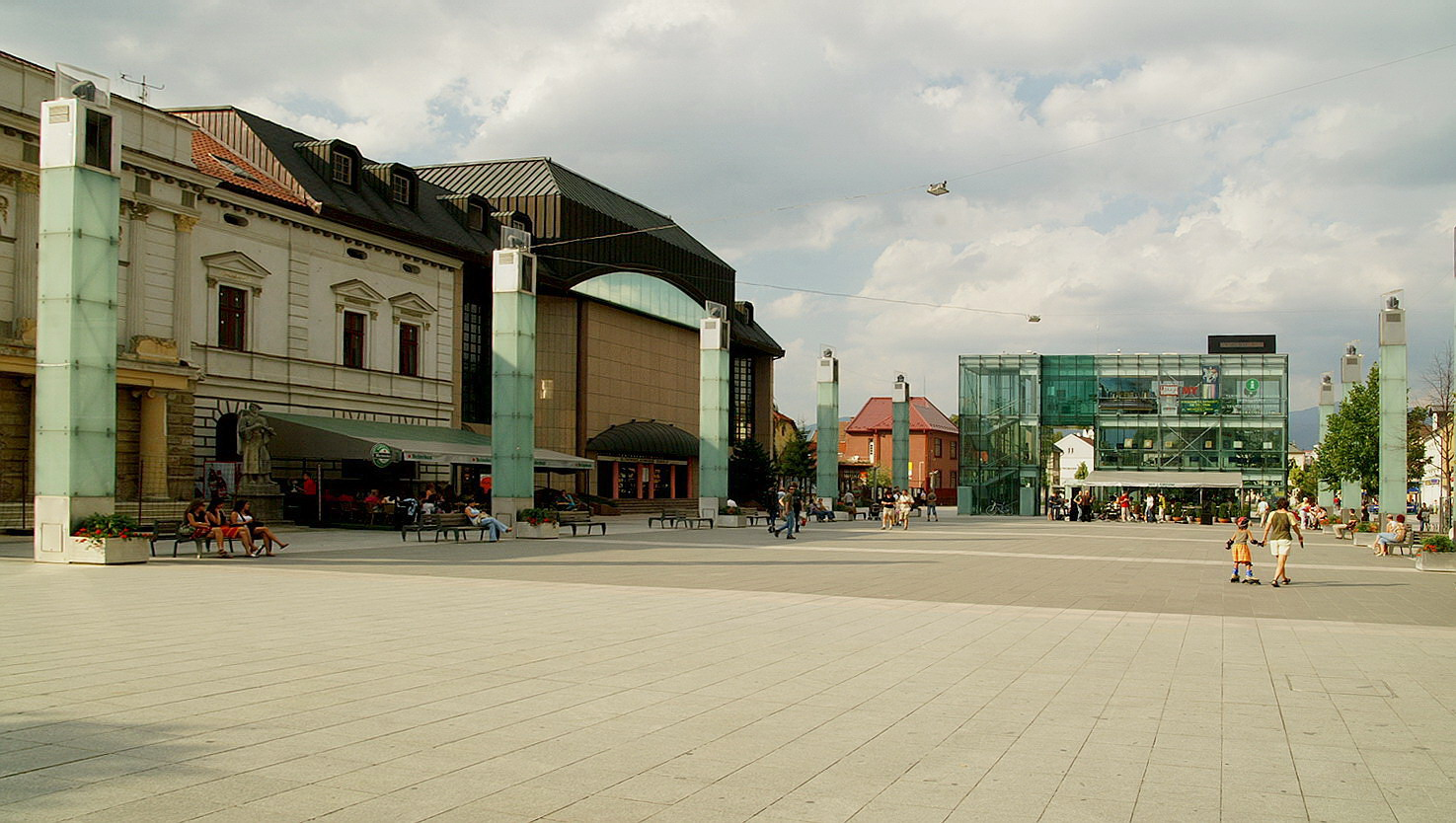
Národní dům, vlevo

- 1879 – Dolný Kubín: budova spořitelny
- 1880 – Partizánska Ľupča: evangelický kostel
- 1881 – Lúčky: lázeňský hotel
- 1881 – Kráľova Lehota: evangelický kostel
- 1881 – Tisovec: městská nemocnice
- 1882 – Dolný Kubín: měšťanská škola
- 1883 – Sučany: evangelická fara
- 1885 – Liptovský Mikuláš: divadelní dvorana
- 1885 – Vanišov: evangelický kostel a věž
- 1885 – Tisovec: škola
- 1886 – Tisovec: nemocnice
- 1887 – Likavka: římskokatolický kostel
- 1887 – Horné Jaseno: evangelická fara
- 1887 – Mošovce: škola pro evangelickou církev
- 1888 – Martin: Národní dům
- 1890 – Važec: evangelický kostel
- 1892 – Martin: Stredoslovenské pivovary a sódovkárne
- 1892 – Rajec: škola
- 1893 – Slovany: římskokatolický kostel
- 1896 – Tisovec: evangelické budovy
- 1909 – Martin: náhrobek Andreje Kmetě na Národním hřbitově

### Dramatická díla

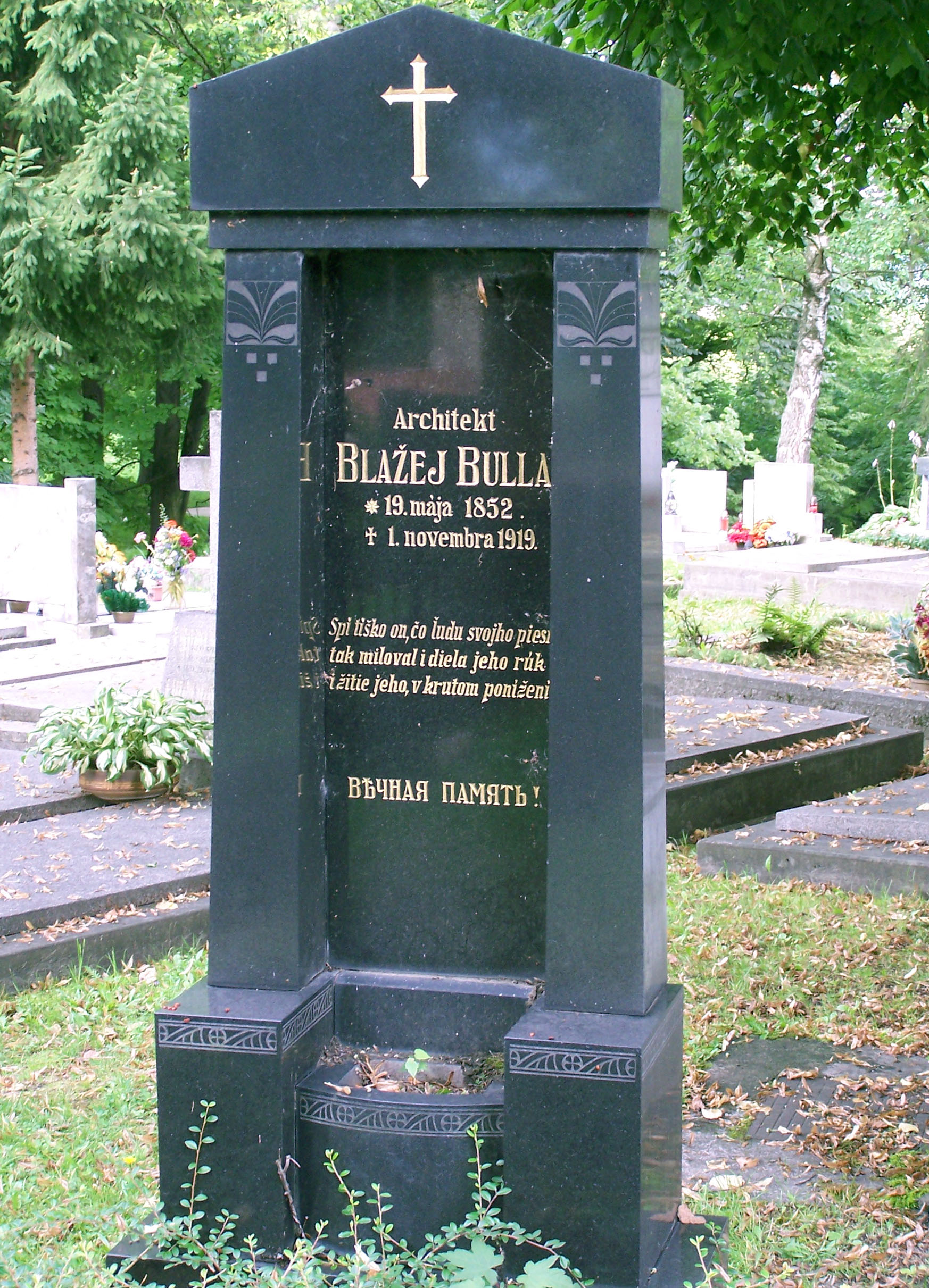
Hrob na Národním hřbitově v Martině

- Zlatovláska
- Švarná Savojanka
- Žatva
- Princ Radotín
- Soľ nad zlato

### Hudební díla
- Slovenské štvorspevy pro mužské a smíšené sbory
- Sokolský pochod (1900, poctěn první cenou americkým Slovenskýmá Sokolem)
- Bože rač nás ...
- Hledej mě
- Četné úpravy lidových písní a vlastenecké sbory na slova Pavla Braxatorise, Andreje Sládkoviče, Hviezdoslava a dalších slovenských básníků.
- Scénická hudba k vlastním divadelním hrám.